# (6971) Omogokei
(6971) Omogokei est un astéroïde de la ceinture principale.

## Description
(6971) Omogokei est un astéroïde de la ceinture principale. Il fut découvert le 8 février 1992 à Geisei par Tsutomu Seki. Il présente une orbite caractérisée par un demi-grand axe de 2,83 UA, une excentricité de 0,07 et une inclinaison de 3,1° par rapport à l'écliptique.

## Compléments